# Crossopriza cylindrogaster
Crossopriza cylindrogaster là một loài nhện trong họ Pholcidae. Loài này được phát hiện ở West-Afrika.